# 战争借口
战争借口（拉丁語：casus belli、act of war）是导致一场战争爆发的直接原因，也就是战争借口不是导致战争爆发的各种各样原因和前因，而是最终直接导致战争爆发的事件。按照国际法，假如一个国家受到攻击的话，那么被攻击的国家可以以防御战作为战争借口並发动战争。但是发动防御战的国家必须证明它被攻击，最后联合国安全理事会有权力决定一个国家是否受到攻击。

## 歷史案例
按照国际法，一國可对侵略者可以发动进攻，因此常有國家会蓄意制造被侵略的战争借口。例如在19世纪，英国使用亞羅號事件作为对中国发动第二次鸦片战争，美国也使用类似的舰船事件发动占据古巴以及在菲律宾进攻西班牙的战争借口。在伊拉克战争中，美国利用伊拉克研造大规模杀伤性武器为战争借口來进攻伊拉克。

## 來源探討
早在古代，历史学家就已经发现真正的战争原因与公布的战争原因（战争借口）不一定一致，希腊历史学家修昔底德就已经在伯罗奔尼撒战争中确定了这个事实。罗马共和国对迦太基发动的第三次布匿戰爭，真正原因也是罗马寻求对地中海的完全控制，而不是因为迦太基对罗马的盟友发动进攻。
圣奥古斯丁最早提出了正义战争这个概念，一直到19世纪为止，这个概念对于西方战争教条（包括新教国家）有非常重要的影响。因此西班牙殖民者在战后还提出了针对美洲土著人统治者的战争借口来证明其战争是正义的，且在战勝後赢得的土地是合法的。至20世纪，欧洲国家始终认为宣战和提供战争借口是发动战争的必要条件，但是欧洲国家也认为这个必要条件对于欧洲以外的殖民地土著人不适用，因为这些地方力量不被看作是与自己相匹配的对手。
故意制造的战争借口不仅用来为发动战争提供理由，而且也用来对战争后果提供合法借口，比如占据地盘。今天根据联合国章程，主動进攻是被禁止的，因此制造战争借口尤其重要，以便使战争合乎国际法。
现代国家的政府要向公民负责，在发动战争时要向公民合理原因，这样政府才能向公民要求战时的牺牲。因此战争借口也有内政意义。如在越南战争中，假造北越对美国军舰的攻击（东京湾事件），是美国政府在国内向国会要求扩大征兵和提高军费的借口，这个事件在内政上的實際意义大于在国际上的借口意义。
若提供的战争借口无法被一个中立的第三方验证，但該國仍會堅持此說法以向联合国安理会及国际公众证明战争的合理性。比如在伊拉克战争，前美国外长克林·鲍威尔向联合国安理会提出证明，稱伊拉克拥有进行生物武器试验的移动实验室，以及伊拉克在尼日尔购买铀的证明后来都被确定是假造的，战后在伊拉克也未能找到任何研制这些武器的证明。